# Paul Merzbach
Paul Merzbach, född 27 november 1888 i Wien, Österrike död 1947 i Österrike, var en österrikisk-tysk regissör, klippare och manusförfattare.
Merzbach var verksam i Tyskland, England och Sverige.

## Regi i urval
- 1932 – Svärmor kommer
- 1931 – Dantes mysterier
- 1931 – Falska miljonären
- 1930 – Mach' mir die Welt zum Paradies
- 1930 – För hennes skull
- 1930 – Väter und Söhne

## Filmmanus i urval
- 1931 – Dantes mysterier
- 1931 – Falska miljonären
- 1930 – Mach' mir die Welt zum Paradies
- 1930 – För hennes skull
- 1930 – Väter und Söhne
- 1929 – Säg det i toner
- 1929 – Hjärtats triumf
- 1928 – Synd
- 1928 – Hans Kungl. Höghet shinglar
- 1928 – Parisiskor
- 1927 – Förseglade läppar
- 1927 – Hans engelska fru
- 1927 – Bara en danserska
- 1926 – Flickorna Gyurkovics
- 1925 – Polis Paulus' påskasmäll